# Ратушная площадь (Вильнюс)
Ра́тушная пло́щадь (лит. Rotušės aikštė, пол. plac Ratuszowy) — одна из древнейших площадей Старого города Вильнюса. К площади сходятся несколько улиц — улица Диджёйи, Стиклю (в советское время носила имя скульптора Марка Антокольского, M. Antokolskio g.), Вокечю (в советское время называлась улицей Музеяус, Muziejaus g.).

## История
Треугольная площадь образовалась на месте рынка, возникшего уже в XV веке на скрещении торговых путей в центре Старого города. Рядом с рынком строились постоялые дворы, дома купцов и ремесленников. На площади городской магистрат выстроил ратушу, упоминаемую в источниках XVI века. Рядом с нею был позорный столб, называвшийся «пилатом»; к нему для телесных наказаний привязывались провинившиеся. До середины XVII века на площади стояли виселица и эшафот. Позднее смертные казни были перенесены за пределы города. В 1799 году было закончено строительство нового здания ратуши в стиле классицизма по проекту архитектора Лауринаса Стуоки-Гуцявичюса. 
В середине XIX века, когда в здании ратуши размещался городской театр, рынок на площади был упразднён, а площадь была обсажена деревьями, огорожена и получила название Театральной площади или Театрального сквера. 
После Второй мировой войны в здании ратуши размещался Художественный музей и площадь называлась Музейной (Музеяус, Muziejaus aikštė). Площадь реконструировалась в 1961—1962 годах по проекту Энрикаса Тамошявичюса. В 1962 году на площади был установлен памятник коммунистическому деятелю, комиссару большевистского правительства Литвы в 1918—1919 годах Винцасу Мицкявичюсу-Капсукасу (скульптор П. Вайвада и архитектор Э. Тамошявичюс). После восстановления независимости Литвы памятник был убран и ныне находится в парке Грутас.
С лета 2005 до осени 2007 годов была проведена масштабная реконструкция площади по проекту ЗАО „Archinova“: за счёт проезжей части улиц расширена партерная часть площади, установлены новые светильники (55 опор), скамейки, другие объекты малой архитектуры, заменены покрытие (22941 м2, из них 9103 м2 проезжей части) и плиты тротуаров (использованы гранитные плитки различных цветов и форм), в северной части площади оборудован фонтан (руководитель проекта архитектор Антанас Гвильдис), высажены новые деревья (12—14-летние клёны двух видов из Германии) и свыше 500 кустов (из Голландии). В реконструкцию площади было инвестировано почти 20 миллионов литов.

## Площадь
На площади устраиваются концерты, городские праздники, ярмарки, устанавливается рождественская ёлка и проходят новогодние гуляния. Ежегодно в марте на площади и улице Диджёйи проходит ярмарка Казюкаса.
Площадь окружают здание ратуши и главным образом старинные жилые дома. Среди достопримечательных зданий — дом Марка Антокольского (Didžioji g. 25), в котором скульптор жил только проездом. В подворотне, ведущей во двор, находится мемориальная таблица, установленная в 1906 году. Надпись на ней гласит, что в этом доме родился скульптор Антокольский. В действительности он родился в другом, более скромном несохранившемся доме на улице Субачяус.
Соседний дом (Didžioji g. 27) принадлежал монастырю тринтариев на Антоколе. Он был построен в XVI—XVII веках, отстраивался после пожара 1748 года. Здание содержит черты готики, ренессанса и позднего классицизма. Слева на первом этаже фасада под слоями штукатурки и краски открыт фрагмент сохранившейся готической стены. В здании открыт книжный магазин („Versmė“), оформление которого создал художник Пятрас Ряпшис (1973—1978) — живописное панно в интерьере (темпера на дереве) и металлическая рекламная вывеска в экстерьере. Медная вывеска воспроизводит титульную страницу первой литовской книги — «Катехизиса» Мартинаса Мажвидаса и фрагменты её стихотворного предисловия. 
Дома напротив под номерами 24 и 26 составляют комплекс зданий Гильдии. Малая Гильдия (Didžioji g. 26) — одно из самых древних готических зданий на Ратушной площади, построенное ещё в XV веке. Оно неоднократно перестраивалось. После проведённых недавно реставрационных работ восстановлены готические окна и аркады, выходящие на двор. В подвале сохранились крестовые своды и фрагменты стенной росписи. Здание купеческой Гильдии (Didžioji g. 24) построено в начале XVI века. При перестройках в её архитектурном облике появились черты раннего классицизма. На главном фасаде сохранились фрагменты ренессансного орнамента, выполненного в технике сграффито.
За ратушей находится здание Центра современного искусства (Šiuolakinio meno centras), построенное в 1968 году как Дворец художественных выставок по проекту архитектора Витаутаса Чяканасукаса (Vokiečių g. 1).